# 奧伯里 (加利福尼亞州)
奧伯里（英語：Auberry）是位於美國加利福尼亞州弗雷斯諾縣的一個人口普查指定地區。

## 地理
奧伯里的座標為37°03′58″N 119°24′07″W / 37.06611°N 119.40194°W，而該地最高點為海拔高度615米（即2018英尺）。

## 人口
根據2010年美國人口普查的數據，奧伯里的面積為49.73平方千米，當中陸地面積為49.59平方千米，而水域面積為0.14平方千米。當地共有人口2369人，而人口密度為每平方千米47人。